# Diamante do Sul
Diamante do Sul är en kommun i Brasilien.   Den ligger i delstaten Paraná, i den södra delen av landet, 1 100 km söder om huvudstaden Brasília. Antalet invånare är 3 510.
Omgivningarna runt Diamante do Sul är en mosaik av jordbruksmark och naturlig växtlighet. Runt Diamante do Sul är det mycket glesbefolkat, med 7 invånare per kvadratkilometer.